# St. Louis WCT 1977
Il St. Louis WCT 1977  è stato un torneo di tennis giocato sul sintetico indoor. È stata l'8ª edizione del St. Louis WCT, che fa parte del World Championship Tennis 1977. Si è giocato a St. Louis negli Stati Uniti, dal 14 al 20 marzo 1977.

## Campioni

### Singolare
Jimmy Connors ha battuto in finale  John Alexander con il punteggio di 7–6, 6–2

### Doppio
Ilie Năstase /  Adriano Panatta hanno battuto in finale  Vijay Amritraj /  Dick Stockton con il punteggio di 6–4, 3–6, 7–6